# Biblioteca Pública Romano Reif
A Biblioteca Pública Professor Romano Reif é uma biblioteca pública mantida pela Prefeitura Municipal de Porto Alegre, capital do estado brasileiro do Rio Grande do Sul. Com sede própria, está localizada no Largo da Bandeira, n.° 64, na Vila do IAPI, no bairro Passo d'Areia.
Parte do Sistema Estadual de Bibliotecas, a Biblioteca Romano Reif possui um acervo superior a 12 mil obras, de variados gêneros, e permite consulta local e empréstimo domiciliar. Além disso, promove atividades como rodas de leitura, palestras e oficinas artísticas.
Sua criação surgiu da vontade de um grupo de moradores do Conjunto Residencial 31 de Março, liderador por duas professoras, de implantar uma biblioteca nesse condomínio. A ideia ganhou apoio de mais moradores e de autoridades da Secretaria de Educação e Cultura. Tornou-se oficialmente pública através do decreto n.° 20.762, em dezembro de 1970. Cinco anos depois, outro decreto possibilitou sua transferência, já que o espaço físico foi se tornando insuficiente ao longo do tempo. Em 1994, após uma mobilização da AMOVI (Associação Amor à Vida) e do Centro Comunitário do IAPI, inaugurou-se a atual sede, construída em um local originalmente destinado a ser área verde.